# Breaking My Heart
Breaking My Heart (englisch Mein Herz brechen) ist ein englischsprachiger Popsong, der vom färöischen Sänger Rani Petersen unter seinem Künstlernamen Reiley interpretiert wurde. Er schrieb den Titel gemeinsam mit Bård Bonsaksen, Sivert Hjeltnes Hagtvet und Hilda Stenmalm. Mit dem Titel vertrat Petersen Dänemark beim Eurovision Song Contest 2023 in Liverpool.

## Hintergrund
Im Herbst 2022 kündigte die Rundfunkanstalt Danmarks Radio an, dass für den kommenden Eurovision Song Contest eine Vorentscheidung stattfinden werde. Am 19. Januar 2023 wurden die Beiträge für den Dansk Melodi Grand Prix 2023. Wenige Tage später wurde bekannt, dass Reiley seinen Wettbewerbsbeitrag bereits im Oktober 2022 in Seoul vorgetragen habe. Obwohl dies keine Verletzung der Regeln des Eurovision Song Contest darstellte, galt dies jedoch als Verstoß gegen die Regeln des Vorentscheides. Gleichwohl wurde der Sänger nicht vom Wettbewerb ausgeschlossen. Laut eigener Aussage habe er den Titel bereits ein Jahr vor seiner Teilnahme geschrieben und habe ihn zum Vorentscheidung eingereicht, weil er ihn für geeignet für den Wettbewerb hielt.
In der Endrunde des Finales, das am 11. Februar stattfand, konnte sich Reiley mit 42 Prozent der Stimmen gegen die beiden anderen übrig gebliebenen Teilnehmer durchsetzen. Reiley ist der erste Färinger, der die dänische Vorentscheidung gewinnen konnte.
Breaking My Heart wurde von Bård Bonsaksen und Sivert Hagtvet produziert. Sie schrieben das Lied mit Hilda Stenmalm und Reiley selbst. Für die Abmischung waren John Hanes und Serban Ghenea verantwortlich. Das Mastering fand durch Chris Gehringer statt.

## Inhaltliches
Der Titel lässt sich dem Stil des Elektropops zurechnen. Ein markantes Merkmal ist die im Refrain durch Einsatz des Vocoders verzerrte Stimme des Interpreten. Reiley habe den Titel zu einem Zeitpunkt geschrieben, als er sich in einer toxischen Beziehung befand. Obwohl man wisse, dass die andere Person nicht gut für einen sei, so kehre man trotzdem immer wieder zu ihr zurück.

## Veröffentlichung
Der Titel wurde am 19. Januar 2023 als Musikstream veröffentlicht. Das Musikvideo erschien am 30. Januar und wurde von Reiley und seinen Eltern gedreht.

## Beim Eurovision Song Contest
Der dänische Beitrag wurde als erstes Lied des zweiten Halbfinales des Eurovision Song Contests 2023 aufgeführt, das am 11. Mai 2023 stattfand. Breaking My Heart erreichte sechs Punkte, belegte den vierzehnten von sechzehn Plätzen und verpasste somit den Einzug ins Finale, das am 13. Mai 2023 stattfand.

## Chartplatzierungen
| ChartsChartplatzierungen | Höchstplatzierung | Wochen |
| ------------------------ | ----------------- | ------ |
| Dänemark (IFPI/Nielsen)  | 31 (1 Wo.)        | 1      |